# Aurelius Victor
Sextus Aurelius Victor (cca 320 – cca 390) byl římský politik a historik, autor díla Liber de caesaribus (Kniha o císařích) nazývaného též Historiae abbreviatae (Krátké dějiny) a publikovaného roku 361. Pocházel ze skromných poměrů z římských afrických provincií, ale vlastnimi schopnostmi se vypracoval až na úspěšného politika. Za vlády Juliana Apostaty spravoval provincii Pannonia Secunda. Jeho kariéru korunoval post římského prefekta, který získal v roce 389.

## Dílo
S Aureliem Victorem je spojen soubor tří historiografických děl známých pod označením Historia tripartita (Třídílné dějiny). Tradičně bývá Victorovi připisováno autorství všech třech částí sborníku, a to i když s úplnou jistotou je možné jeho osobu spojit pouze s Liber de caesaribus, která pojednává o životech císařů od Augusta až po Aureliovu dobu. Metoda, kterou Aurelius Victor používá spojuje Liviův analistický přístup s biografickým přístup Suetonia. Dalšími charakteristickými znaky Liber je perspektiva vyšších vrstev císařské správy, ke kterým sám Aurelius Victor patřil, obrana římských tradic, odsouzení křesťanství a obava z rostoucí moci vojenských velitelů v říši.
Dvě další části souboru jsou Origo gentis Romanae (Původ římského národa) a De viris illustribus Romae (O vynikajících Římanech). Spolu s Aureliovými Dějinami tak vzniklo souvislé historické dílo pojednávající o římských dějinách od nejstarších mytických dob, těmi se zaobírá Origo, přes sled význačných jednotlivců řídících stát, těm je věnováno De viris, až po dějiny císařského Říma.
Origo gentis Romanae je významné jako důležitý pramen citátů z jinak nedochovaných děl nejstarších historiků – Fabia Pictora a Cincia Alimenta. Autenticita tohoto materiálu je zpochybňována.
Z Liber de caesaribus vznikl později kratší výtah Epitome de caesaribus (Výtah o císařích).